# Zentralverwaltungsdepartement
Das Zentralverwaltungsdepartement für die besetzten Gebiete (franz. Département Central d’Administration temporaire), anfangs Zentralverwaltungsrat genannt, war eine während der Befreiungskriege im Jahr 1813 eingerichtete Organisation der Alliierten für die Verwaltung der von Napoleon eroberten Gebiete. Sie bestand im Wesentlichen bis Mitte 1814.

## Entstehung und Aufgaben

Carl Reichsfreiherr vom und zum Stein

Der Reichsfreiherr vom und zum Stein schlug dem russischen Zaren Alexander I. eine Zentralverwaltungsbehörde als Besatzungsbehörde, Beschaffungsstelle für Geld, Waffen und Soldaten vor. Dahinter steckte aber vor allem die Absicht, eine Basis für die Beantwortung der deutschen Frage zu schaffen. Diesem Konzept folgten die Regierungen Preußens und des Russischen Reiches nicht so weitgehend wie von Stein erhofft. Die Aufgaben des am 19. März 1813 in Breslau vereinbarten Zentralverwaltungsrates blieben weitgehend administrativer Natur, allerdings ließ die kollegiale Einrichtung der Behörde Raum auch für weitergehende Planungen. Allerdings scheiterte die Umsetzung der weitgreifenden Ideen Steins im Hinblick auf die Vorbereitung einer Wiedererrichtung eines Deutschen Reichs schon an den – so nicht erwarteten – französischen Erfolgen im Frühjahr 1813 bis zum Waffenstillstand von Pläswitz am 4. Juni 1813. Die im März schon besetzten Teile von Sachsen, Hamburg und Lübeck sowie die beiden Herzogtümer Mecklenburg, deren Fürsten als erste vom Rheinbund abgefallen und zu den Verbündeten übergegangen waren, wurden von französischen Truppen zurückerobert. Erst nach Wiederaufnahme der Kämpfe wurden die Lausitzen und Teile Sachsens wieder eingenommen; nach der siegreichen Völkerschlacht bei Leipzig wurde in der Leipziger Konvention vom 21. Oktober 1813 die zentrale Besatzungsbehörde von Vertretern Österreichs, Russlands, Preußens, Großbritanniens und Schwedens neu konzipiert. Nunmehr wurde eine mehr bürokratische Einrichtung gewählt und als Zentralverwaltungsdepartement der alleinigen Leitung Steins unterstellt. Er war nun weisungsgebunden durch einen Diplomatenrat aus Gesandten der Verbündeten.
Freiherr vom Stein verfügte über eine kleine, aber effektive Organisation, der es zeitweise gelang, sich vom Einfluss des alliierten Hauptquartiers weitgehend unabhängig zu machen. Allerdings hatte sie ihren Sitz im Hauptquartier der Verbündeten zunächst in Frankfurt am Main und schließlich in Paris. Engster Mitarbeiter Steins war dabei Johann Albrecht Friedrich von Eichhorn. Agenten der Behörde sorgten für die Beschaffung von Bargeld, Material und Ausrüstungen für die Truppen.
Stein versuchte die preußischen Reformen auf die eroberten Gebiete auszudehnen. Die Hoffnungen Steins, dass die besetzten Gebiete die Basis zur Verwirklichung der deutschen Reichsidee werden würden, scheiterten bereits im Ansatz. Der nach den raschen Erfolgen der Alliierten stetig gewachsene Bereich der zu verwaltenden Gebiete (einen Monat nach Leipzig waren die Verbündeten bis an den Rhein vorgerückt) wurde rasch durch die Restaurationspolitik der Verbündeten wieder verkleinert. Die von Napoleon abgeschafften Staaten Hannover, Kurhessen, Braunschweig und Oldenburg wurden unter ihren angestammten Herrschern wiederhergestellt, die Städte Hamburg, Frankfurt am Main, Lübeck und Bremen erhielten ihre Souveränität zurück.
Dennoch versuchte Stein sein Ziel, die Zentralverwaltungsbehörde zu einer Basis für einen Nationalstaat zu machen, durch Publizisten wie Otto August Rühle von Lilienstern, Ernst Moritz Arndt oder Max von Schenkendorf zu fördern. Unter anderem stellte Wilhelm von Humboldt den Entwurf einer zukünftigen Reichsverfassung vor, der Ähnlichkeiten mit dem später entstandenen Deutschen Bund aufwies. Derartige Pläne scheiterten nicht zuletzt am Widerstand Metternichs.

## Unterteilung des Besatzungsgebiets 1813
Schon in Art. V der Breslauer Konvention vom 19. März 1813 war eine Einteilung des Tätigkeitsgebietes des Zentralverwaltungsrates in fünf große Bezirke vorgesehen:
1. Sachsen „und die Herzogtümer“ – gemeint sind damit wohl die ernestinischen Gebiete, nicht auch das Haus Anhalt
2. Königreich Westphalen ohne die vormals hannoverschen und preußischen Gebiete
3. die „Herzogtümer“ Berg, Westfalen und Nassau
4. das Département Lippe
5. das Département Bouches d’Elbe und Mecklenburg.

Dies wurde vor dem Zusammenbruch des Rheinbundes vereinbart. Die Situation hatte sich ein halbes Jahr später völlig verändert. Wegen der schnellen Rückkehr der zur Zeit Napoleons abgesetzten Fürsten blieb von Westphalen nur noch wenig übrig, was zur Zuständigkeit Steins hätte gehören können. Die größten verbliebenen Territorien waren das Königreich Sachsen – ohne „die Herzogtümer“ – und die nichtpreußischen Teile des Großherzogtums Berg. Für diese beiden wurde je ein Generalgouvernement gebildet. Die Restgebiete wurden dagegen zusammengefasst in einem Generalgouvernement zwischen Weser und Rhein, das in Personalunion verwaltet wurde von dem in Münster residierenden Gouverneur der jetzt wieder altpreußischen Gebiete nebst den Entschädigungslanden von 1802/03. Neu hinzu kam ein Generalgouvernement Frankfurt.

## Verwaltung in Sachsen

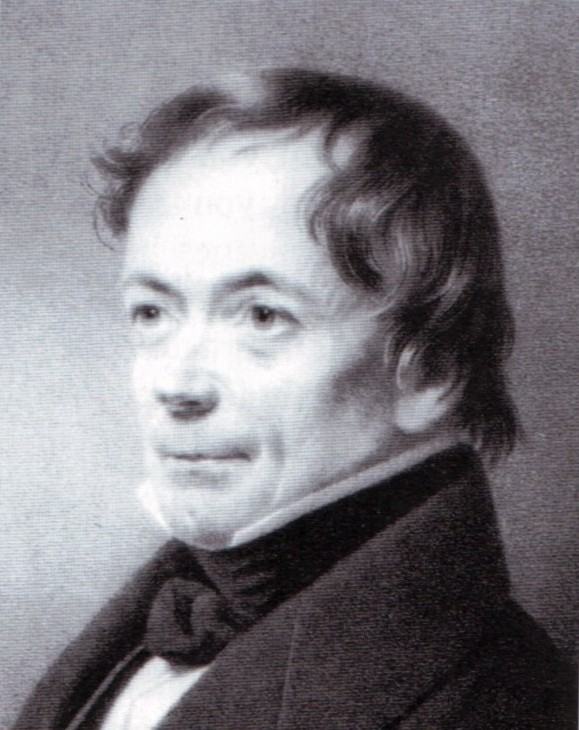
Johann Albrecht Friedrich Eichhorn

Auch die Hoffnung Steins, die größeren Rheinbundstaaten zu kontrollieren, scheiterte, da diese sich rechtzeitig von Napoleon lossagten und in das Lager der Alliierten übertraten. Im Kern beschränkte sich das Zuständigkeitsgebiet der Behörde anfangs auf das Königreich Sachsen, dessen König Friedrich August I. wegen seiner Unterstützung Napoleons verhaftet worden war. In Hinsicht auf politische Reformen war der Zentralverwaltungsrat für Sachsen durchaus von Bedeutung. An die Stelle einer Vielzahl unterschiedlicher Behörden in den einzelnen Landesteilen trat eine neue zentrale Organisation, an die der sächsische Staat später anknüpfen konnte. Hinzu kamen Ansätze einer Militär- und einer Steuerreform. Wirklich tief greifende Veränderungen konnte die Übergangsverwaltung indes nicht bewirken, zumal sich etwa in Sachsen nur die personelle Zusammensetzung der Verwaltungsspitze änderte. Immerhin wurde in Sachsen erstmals ein statistisches Büro eingerichtet, um zuverlässige Daten zur Planung zu gewinnen.

## Verwaltung der Napoleonischen Gebiete

Freiherr von Vincke

Im Verlauf des Krieges kamen die napoleonischen Kunststaaten Königreich Westphalen, Großherzogtum Berg und Großherzogtum Frankfurt und später auch die linksrheinischen bislang in das französische Staatsgebiet eingegliederten Gebiete hinzu. Entsprechend der Leipziger Konvention vom 21. Oktober 1813 wurden die früher bereits den Verbündeten (Preußen, Schweden, England-Hannover, Österreich [Würzburg] und Russland [Jever]) gehörenden Landesteile umgehend den vormaligen Landesherren überstellt. Damit gehörte vom Königreich Westphalen fast nichts mehr zur Zuständigkeit der Stein’schen Zentralverwaltung.
Zunächst wurden in den besetzten Gebieten vier Generalgouvernements eingerichtet. Es waren dies das Generalgouvernement Sachsen für das Königreich Sachsen und das Generalgouvernement Frankfurt für das Gebiet des Großherzogtums Frankfurt. Hinzu kamen das Generalgouvernement zwischen Weser und Rhein unter Ludwig von Vincke mit Sitz in Münster und das Generalgouvernement Berg mit Sitz in Düsseldorf, zunächst unter Justus Gruner.
Mit dem Vorrücken auf die linke Rheinseite ab Neujahr 1814 wurden von den Verbündeten auf einer Konferenz in Basel weitere sechs Verwaltungsbezirke für das Gebiet zwischen Rhein und Maas vereinbart:
- als erstes wurde das Generalgouvernement Mittelrhein mit Sitz in Trier gebildet, später war dessen Hauptort Koblenz. Es umfasste anfangs die französischen Departements Donnersberg, Saar sowie Rhein und Mosel. Gruner wechselte dafür von Düsseldorf nach Trier;
- das Generalgouvernement Niederrhein mit Sitz in Aachen umfasste die Departements der Roer, der Ourthe und der Unteren Maas unter Johann August Sack;
- ein Generalgouvernement Oberrhein in Colmar wurde für die beiden elsässischen Departements Bas-Rhin und Haut-Rhin eingerichtet;
- nach Westen schlossen sich an ein belgisches Generalgouvernement mit Sitz in Brüssel für die Departements Dyle, Jemappes sowie Sambre-et-Meuse;
- ein lothringisches Generalgouvernement in Nancy für die Departements Meurthe, Meuse, Moselle und Forêts;
- und außerdem ein Generalgouvernement Freigrafschaft mit Sitz in Vesoul und zuständig für die Departements Doubs, Jura, Haute-Saône und Vosges, an.

In den linksrheinischen französischen Gebieten und den ehemals napoleonischen Staaten wurden – soweit die deutsche Volkssprache reichte – die Arrondissements in Kreisverwaltungen umbenannt und aus Maires wurden Bürgermeister. Rechtlich gab es allerdings gewichtige Unterschiede. Während im Rheinland der Code civil weiter galt, wurden in Westfalen das allgemeine Landrecht oder sonstige vorrevolutionäre Rechte wiedereingeführt.
Hauptaufgabe der neuen Gouverneure war, neben der Aufrechterhaltung von Verwaltung und Steuererhebung, die Aushebung von Soldaten für den Krieg gegen Napoleon. Für die neuaufgestellte bergische Brigade unter General von Jechner erließ Gruner am 29. November 1813 den „Aufruf an deutsche Jünglinge und Männer zwischen Rhein, Wupper und Sieg zum Kampf für Deutschlands Freiheit.“ Obwohl sich einige Rekruten meldeten, überließ die neue Behörde die Aushebung neuer Truppen nicht nur der Freiwilligkeit. Wie in Preußen unterlagen etwa durch das bergische Landsturmedikt vom 25. Dezember 1813 alle Männer zwischen 16 und 60 Jahren der Wehrpflicht.
Beim Vormarsch durch das eigentliche Frankreich kontrollierte die Behörde Steins vorübergehend auch diese Gebiete. Nach dem 1. Pariser Frieden vom Mai 1814 und der Wiederherstellung der französischen Grenze von 1791 wurden die Gouvernements für den Nieder- und Mittelrhein unter Sack vereinigt und direkt der preußischen Verwaltung unterstellt. Diese bildeten später zusammen mit dem Gouvernement Berg die Basis für die späteren preußischen Rheinprovinzen, ähnlich wie das von Vincke kontrollierte Gebiet die Grundlage für die Provinz Westfalen schuf.
Im Juni 1814 begann Stein in Frankfurt mit der organisatorischen Abwicklung der Zentralverwaltungsbehörde.